# Valdemar da Dinamarca
Valdemar da Dinamarca (Gentofte, 27 de outubro de 1858 – Copenhague, 14 de janeiro de 1939), foi um membro da família real dinamarquesa, filho mais novo do rei Cristiano IX da Dinamarca e de sua esposa, a princesa Luísa de Hesse-Cassel. Valdemar era irmão mais novo dos reis Frederico VIII da Dinamarca e Jorge I da Grécia, da rainha consorte Alexandra do Reino Unido, da imperatriz consorte Dagmar da Rússia e da princesa herdeira Tira de Hanôver. Sua neta Ana de Parma tornou-se rainha consorte da Romênia como esposa do rei Miguel I.

## Casamento
Valdemar casou-se com a princesa Maria de Orléans por procuração em 20 de outubro de 1885 em Paris. E em uma cerimônia religiosa em 22 de outubro de 1885 no Château d'Eu, a residência de Luís Filipe, Conde de Paris.
Maria de Orléans era bisneta de Pedro I do Brasil e filha mais velha de Francisca de Orléans e de seu esposo (e primo) Roberto de Orléans, o duque de Chartres. Nascida durante o reinado de Napoleão III, rival de sua família, ela cresceu na Inglaterra.
Embora Valdemar fosse luterano, Maria permaneceu católica. Em seu contrato de casamento, ficou estipulado que os filhos do casal iriam ser educados sob a religião do pai e as filhas, sob a religião da mãe.

## Últimos anos e morte
Valdemar teve uma carreira naval, mas as coisas poderiam ter sido muito diferente para o príncipe. Ele foi oferecido a dois tronos europeus, o da Bulgária e da Noruega, mas recusou-los devido a pressões internacionais.
Valdemar morreu em 14 de janeiro de 1939 no Palácio Amarelo em Copenhague e está sepultado na Catedral de Roskilde.

## Títulos, estilos e honras

### Títulos e estilos
- 27 de outubro de 1858 – 14 de janeiro de 1939: Sua Alteza Real, o Príncipe Valdemar da Dinamarca

### Honras
- Reino Unido - Grão-cavaleiro (Civil) honorário da Ordem do Banho (GCB).
- Portugal - Grão-cavaleiro da Ordem Militar da Torre e Espada, do Valor, Lealdade e Mérito.

## Descendência
| Imagem | Nome      | Nascimento             | Morte                   | Notas                                                              |
| ------ | --------- | ---------------------- | ----------------------- | ------------------------------------------------------------------ |
|        | Aage      | 10 de junho de 1887    | 29 de fevereiro de 1940 | Casou-se com Mathilde Calvi dei conti di Bergolo, com descendência |
|        | Absalão   | 12 de agosto de 1888   | 14 de julho de 1964     | Casou-se com Margarida da Suécia, com descendência.                |
|        | Érico     | 8 de novembro de 1890  | 10 de setembro de 1950  | Casou-se com Lois Frances Booth, com descendência.                 |
|        | Vigo      | 25 de dezembro de 1893 | 4 de janeiro de 1970    | Casou-se com Eleanor Margaret Green, sem descendência              |
|        | Margarida | 17 de setembro de 1895 | 18 de setembro de 1992  | Casou-se com Renato de Bourbon-Parma, com descendência             |